# Osmia sybarita
Osmia sybarita är en biart som beskrevs av Smith 1853. Osmia sybarita ingår i släktet murarbin, och familjen buksamlarbin.

## Underarter
Arten delas in i följande underarter:
- O. s. fossoria
- O. s. sybarita